# АІ-450
АІ-450 — турбовальний двороторний двигун розроблений «Запорізьким машинобудівним конструкторським бюро „Прогрес“ ім. Івченко» в 1988 році. Двигун АІ-450 призначений для легких вертольотів і літаків у класі злітної ваги 1500-4000 кг і може бути використаний у складі як дводвигунових, так і однодвигунних силових установок літальних апаратів, а також як допоміжна силова установка.

## Технічний опис
АІ-450 виконано по двороторній схемі, що включає ротор газогенератора і ротор вільної турбіни. Вільна турбіна передає потужність на редуктор, який встановлений спереду двигуна, через вал, що проходить всередині вала ротора газогенератора.
Двигун складається з трьох модулів:
- редуктора з коробкою приводів агрегатів, вмонтованих в єдиний корпус;
- газогенератора, що об'єднує вхідний пристрій, компресор, камеру згорання і турбіну компресора;
- вільної турбіни з її валом.

Кожен з роторів встановлений на двох підшипникових опорах, вмонтованих в статор двигуна.
Одноступінчатий компресор включає в себе відцентрове колесо, радіальний лопатковий дифузор і осьовий спрямляючий апарат. Передній корпус компресора є силовим елементом двигуна, в якому розташована передня опора ротора газогенератора. Камера згоряння кільцевого типу.
Для скорочення довжини двигуна проточна частина камери згоряння виконана з поворотом на 180 градусів. Турбіна компресора надзвукова, одноступінчата з охолоджуваними сопловими і робочими лопатками, виготовленими з жароміцного сплаву. Вільна турбіна осьова, одноступінчата, неохолоджувана.
Система управління двигуна електронна, двоканальна з додатковим гідромеханічним резервним каналом. Контроль за роботою двигуна і діагностування виконуються за допомогою бортових і наземних засобів контролю за параметрами датчиків і сигналізаторів, встановлених на двигуні.
В травні 2021 року стало відомо, що держпідприємство «Запорізьке машинобудівне конструкторське бюро „Прогрес“ ім. академіка О. Г. Івченка» почало випробовування розробленого в Україні повітряного гвинта AI-P500V5. Виходячи з оприлюдненої інформації, п'ятилопатевий повітряний гвинт, розроблений українськими фахівцями, «створений для використання із двигуном AI-450T у складі БпЛА різного призначення».

## Модифікації
- АІ-450 — базовий;
- АІ-450М — призначений для установки на модернізований вертоліт Мі-2М і вертольоти багатоцільового призначення;
- АІ-450-МС — сучасна двовальна допоміжна силова установка з еквівалентною потужністю 222 кВт. Призначена для використання на пасажирських літаках Ан-148 та інших літаках різного призначення. Випускається з грудня 2003 року;
- АІ-450ТП — форсований по відношенню до базового двигуна на 12,8 %.
- АІ-450С — сучасний варіант для двох- та однодвигунних літаків авіації загального призначення, використовується на Diamond DA-50-JP7[2] та Evektor EV-55 (модифікація АІ-450С-2[3])